# Natalus tumidirostris
Natalus tumidirostris (Miller, 1900) è un pipistrello della famiglia dei Natalidi diffuso in America meridionale e nei Caraibi.

## Descrizione

### Dimensioni
Pipistrello di piccole dimensioni, con la lunghezza totale tra 92 e 101 mm, la lunghezza dell'avambraccio tra 35 e 45 mm, la lunghezza della coda tra 45 e 53 mm, la lunghezza del piede tra 9 e 16 mm, la lunghezza delle orecchie tra 13 e 17 mm e un peso fino a 6,2 g.

### Aspetto
La pelliccia è lunga e liscia. Il colore generale del corpo è giallo-crema con la base dei peli più scura. Il muso è lungo, appiattito e ricoperto di lunghi peli scuri. Le narici sono piccole, ovali e aperte lateralmente e verso il basso. Le orecchie sono squadrate, a forma di imbuto e con un incavo superficiale sul bordo posteriore appena sotto l'estremità appuntita. Il trago è corto, triangolare e con l'estremità piegata in avanti. Le membrane alari sono marroni chiare. Le ali sono attaccate posteriormente sopra le caviglie. La coda è lunga ed inclusa completamente nell'ampio uropatagio il quale margine libero è frangiato. Il calcar è molto lungo.

## Biologia

### Comportamento
Si rifugia in colonie numerose fino a diverse migliaia di individui all'interno di grotte carsiche profonde ed umide. Solitamente si aggrappano distanti uno dall'altro. Il volo è rapido e fluttuante.

### Alimentazione
Si nutre di insetti volanti.

### Riproduzione
Femmine gravide sono state catturate in agosto. Sull'isola di Curaçao le nascite avvengono in ottobre e novembre.

## Distribuzione e habitat
Questa specie è diffusa nella parte settentrionale dell'America meridionale dalla Colombia settentrionale alla Guyana francese. È presente anche sulle isole di Trinidad, Aruba, Bonaire e Curaçao.
Vive nelle foreste decidue secche, occasionalmente in foreste pluviali , giardini e piantagioni fino a 1.000 metri di altitudine.

## Tassonomia
Sono state riconosciute 3 sottospecie:
- N.t.tumidirostris: Aruba, Bonaire, Curaçao;
- N.t.continentis (Thomas, 1911): Colombia settentrionale, Venezuela, Guyana, Suriname, Guyana francese;
- N.t.haymani (Goodwin, 1959): Trinidad.

## Conservazione
La IUCN Red List, considerato il vasto areale e la presenza in diverse aree protette, classifica N.tumidirostris come specie a rischio minimo (Least Concern)).